# Sósthenés
Sósthenés (řecky Σωσθένης) (4. století př. n. l.? - 277 př. n. l.) v období vlády dynastie Antipatridovců byl makedonským generálem, který se později stal makedonským králem. Za vlády Lýsimacha byl guvernérem v Malé Asii. Bojoval s Galaty, nejprve s vůdcem Bolgiem, kterého porazil a v létě roku 279 př. n. l. s dalším galatským vůdcem Brennem, který podnikl invazi do Řecka. V roce 278 př. n. l. se Antigonus II. Gonatas pokusil napadnout Makedonii, ale byl Sósthenésem poražen.